# قاي هنت
قاي هنت (بالإنجليزية: Guy Hunt)‏ هو لاعب غولف بريطاني، ولد في 17 يناير 1947 في بيشوب ستورتفورد ‏ في المملكة المتحدة.

## وصلات خارجية
- قاي هنت على موقع رابطة أوروبا للاعبي الغولف المحترفين (الإنجليزية)